# ستيوارت بروك
ستيوارت بروك (بالإنجليزية: Stuart Brock)‏ (26 سبتمبر 1976 بويست بروميتش في المملكة المتحدة - ) هو لاعب كرة قدم بريطاني في مركز حراسة المرمى. لعب مع أستون فيلا ونادي نورثامبتون تاون وهال سيتي ونادي هدنسفورد تاون وHalesowen Town F.C. ‏ وتيلفورد يونايتد ونادي كيدرمينستر هاريرز لكرة القدم وبرومزغروف روفرز ‏ ونادي سوليهول لكرة القدم ونادي ستوربريدج وويلنهول تاون ‏.

## وصلات خارجية
- ستيوارت بروك على موقع قاعدة بيانات كرة القدم.إي يو (الإنجليزية)
- ستيوارت بروك على موقع Soccerbase.com (لاعب) (الإنجليزية)